# Eutartessus whiamensis
Eutartessus whiamensis är en insektsart som beskrevs av Evans 1981. Eutartessus whiamensis ingår i släktet Eutartessus och familjen dvärgstritar. Inga underarter finns listade i Catalogue of Life.